# كاتاوبا (كارولاينا الشمالية)
كاتاوبا (بالإنجليزية: Catawba, North Carolina)‏ هي بلدة أمريكية تقع في الولايات المتحدة في مقاطعة كاتاوبا، كارولاينا الشمالية. يقدر عدد سكانها بـ 604 نسمة ومساحتها 6.1 كم2 وترتفع عن سطح البحر 270 متر.

## التركيبة السكانية
حدّد مكتب تعداد الولايات المتحدة بيانات التركيبة السكانية لكاتاوبا في تعداد الولايات المتحدة. في ما يلي، التركيبة السكانية حسب تعدادي 2000 و2010.

### تعداد عام 2000
بلغ عدد سكان كاتاوبا 698 نسمة بحسب تعداد عام 2000، وبلغ عدد الأسر 270 أسرة وعدد العائلات 209 عائلة مقيمة في البلدة. في حين سجلت الكثافة السكانية 67.3 نسمة لكل كيلومتر مربع (174.3/ميل2). وبلغ عدد الوحدات السكنية 285 وحدة بمتوسط كثافة قدره 27.5 لكل كيلومتر مربع (71.2/ميل2).
وتوزع التركيب العرقي للبلدة بنسبة 65.90% من البيض و30.37% من الأمريكيين الأفارقة و1% من الأمريكيين ذوي الأصول الآسيوية و2.15% من الأعراق الأخرى و0.57% من عرقين مختلطين أو أكثر و5.59% من الهسبانيون أو اللاتينيون من أي عرق.
بلغ عدد الأسر 270 أسرة كانت نسبة 31.9% منها لديها أطفال تحت سن الثامنة عشر تعيش معهم، وبلغت نسبة الأزواج القاطنين مع بعضهم البعض 55.6% من أصل المجموع الكلي للأسر، ونسبة 17% من الأسر كان لديها معيلات من الإناث دون وجود شريك،  بينما كانت نسبة 4.8% من الأسر لديها معيلون من الذكور دون وجود شريكة وكانت نسبة 22.6% من غير العائلات. تألفت نسبة 18.5% من أصل جميع الأسر من عدة أفراد يعيشون في نفس المنزل ونسبة 8.5% كانت تتألف من شخص يعيش بمفرده يبلغ من العمر 65 عاماً أو أكثر. وبلغ متوسط حجم الأسرة المعيشية 2.59، أما متوسط حجم العائلات فبلغ 2.93.
بلغ العمر الوسطي للسكان 37.9 عاماً. وكانت نسبة 22.9% من القاطنين تحت سن الثامنة عشر، وكانت نسبة 7.6% بين الثامنة عشر والرابعة والعشرين عاماً، ونسبة 29.4% كانت واقعةً في الفئة العمرية ما بين الخامسة والعشرين والرابعة والأربعين عاماً، ونسبة 22.6% كانت ما بين الخامسة والأربعين والرابعة والستين، ونسبة 17.5% كانت ضمن فئة الخامسة والستين عاماً فما فوق. يوجد لكل 100 أنثى 83.7 ذكر، ويوجد لكل 100 أنثى في الثامنة عشر من عمرها فما فوق 83.0 ذكر.
بلغ متوسط دخل الأسرة في البلدة 42,031 دولارًا، أما متوسط دخل العائلة فبلغ 42,083 دولارًا. وكان متوسط دخل الذكور 33,750 دولارًا مقابل 21,645 دولارًا للإناث. وسجل دخل الفرد الخاص بالبلدة 20,933 دولارًا. وكانت نسبة 8.2% من العائلات ونسبة 9.2% من السكان تحت خط الفقر، وكان من هؤلاء نسبة 12.6% تحت سن الثامنة عشر ونسبة 16.4% في الخامسة والستين من العمر وما فوق.

### تعداد عام 2010
بلغ عدد سكان كاتاوبا 603 نسمة بحسب تعداد عام 2010، وبلغ عدد الأسر 251 أسرة وعدد العائلات 174 عائلة مقيمة في البلدة. في حين سجلت الكثافة السكانية 58.1 نسمة لكل كيلومتر مربع (150.5/ميل2). وبلغ عدد الوحدات السكنية 297 وحدة بمتوسط كثافة قدره 28.6 لكل كيلومتر مربع (74.1/ميل2).
وتوزع التركيب العرقي للبلدة بنسبة 71.31% من البيض و21.56% من الأمريكيين الأفارقة و0.66% من الأمريكيين الأصليين و1% من الأمريكيين ذوي الأصول الآسيوية و3.98% من الأعراق الأخرى و1.49% من عرقين مختلطين أو أكثر و6.47% من الهسبانيون أو اللاتينيون من أي عرق.
بلغ عدد الأسر 251 أسرة كانت نسبة 25.5% منها لديها أطفال تحت سن الثامنة عشر تعيش معهم، وبلغت نسبة الأزواج القاطنين مع بعضهم البعض 45.8% من أصل المجموع الكلي للأسر، ونسبة 14.3% من الأسر كان لديها معيلات من الإناث دون وجود شريك،  بينما كانت نسبة 9.2% من الأسر لديها معيلون من الذكور دون وجود شريكة وكانت نسبة 30.7% من غير العائلات. تألفت نسبة 26.3% من أصل جميع الأسر من عدة أفراد يعيشون في نفس المنزل ونسبة 13.5% كانت تتألف من شخص يعيش بمفرده يبلغ من العمر 65 عاماً أو أكثر. وبلغ متوسط حجم الأسرة المعيشية 2.40، أما متوسط حجم العائلات فبلغ 2.80.
بلغ العمر الوسطي للسكان 46.2 عاماً. وكانت نسبة 18.6% من القاطنين تحت سن الثامنة عشر، وكانت نسبة 7% بين الثامنة عشر والرابعة والعشرين عاماً، ونسبة 22.6% كانت واقعةً في الفئة العمرية ما بين الخامسة والعشرين والرابعة والأربعين عاماً، ونسبة 30.3% كانت ما بين الخامسة والأربعين والرابعة والستين، ونسبة 21.6% كانت ضمن فئة الخامسة والستين عاماً فما فوق. وتوزع التركيب الجنسي للسكان بنسبة 48.9% ذكور و51.1% إناث.

## أعلام
- هنتر هارفي
- كريس هارفي
- جاستن هاربر
- بوبي إسحاق